# Ioann (Kovalenko)
Ioann (světským jménem: Andrej Vladimirovič Kovalenko; * 1. února 1970, Karaganda) je kazašský duchovní Ruské pravoslavné církve a biskup kalačovský a pallasovský.

## Život
Narodil se 1. února 1970 v Karagandě.
Roku 1987 dokončil střední školu v Moskvě. Poté pokračoval ve studiu na Moskevské lékařské akademii.
Dne 14. dubna 1991 byl pokřtěn a stejného roku se oženil.
Od února do dubna 1992 byl ponomarem a psalomščikem chrámu Vzkříšení Krista v Tutajevu.
Dne 19. dubna 1992 byl arcibiskupem jaroslavským a rostovským Platonem (Udovenkem) rukopoložen na diákona a 24. května na jereje. Stal se představeným chrámů svatého Sergia Radoněžského vesnice Mosejcevo Jaroslavské oblasti.
Roku 1996 se po dohodě se svou ženou rozhodl pro mnišský život. V červnu stejného roku byl přijat do Danilovského monastýru Svaté Trojice v Pereslavli-Zalleském. Od října byl blagočinným monastýru.
Dne 1. ledna 1997 jej arcibiskup jaroslavský a rostovský Michej (Charcharov) postřihnul na monacha se jménem Ioann na počest svatého Ioanna Kronštadtského.
V letech 1997–1999 studoval dálkově na Moskevském duchovním semináři a poté na Moskevské duchovní akademii.
V dubnu 1998 se stal představeným Danilovského monastýru a následující roku byl povýšen na igumena.
V letech 2006–2008 byl členem eparchiálního soudu jaroslavské eparchie.
Od dubna 2009 byl představeným Adrianov Uspenského monastýru.
Od března 2012 působil jako člen eparchiální rady a duchovní rybinské eparchie. Od prosince sloužil jako blagočinný monastýrů eparchie.
Dne 2. října 2013 jej Svatý synod zvolil kalačovským a pallasovským. O tři dny později byl povýšen na archimandritu.
Dne 29. října 2013 byl oficiálně jmenován biskupem a 6. listopadu proběhla v chrámu Ikony Matky Boží Všech strádajících radost v Moskvě jeho biskupská chirotonie. Světiteli byli patriarcha moskevský Kirill, metropolita volokolamský Ilarion (Alfejev), metropolita volgogradský a kamyšinský Germán (Timofejev), biskup solněčnogorský Sergij (Čašin) a biskup urjupinský a novoanninský Jelisej (Fomkin).